# Innocent IV
Pour les articles homonymes, voir Innocent.
Innocent IV, né Sinibaldo de Fieschi (vers 1180/1190 – 7 décembre 1254), est le 180e pape de l'Église catholique, du 25 juin 1243 à sa mort. 
Il appartenait à l'une des principales familles de Gênes. Formé à Parme et Bologne, il passait pour l'un des meilleurs[réf. souhaitée] canonistes de son époque. Son pontificat est notamment marqué par la lutte contre Frédéric II dans le cadre de la longue querelle du sacerdoce et de l'Empire.

## Son pontificat
Après la mort de Célestin IV, dont le règne ne dure que dix-sept jours, de la fin octobre au 10 novembre 1241, l'Église demeure plus d'un an sans souverain pontife. Le nouveau conclave se tient à Anagni et, le 25 juin 1243, le cardinal Sinibaldo de Fieschi est élu dans la cathédrale Santa Maria d'Anagni. Il prend le nom d'Innocent. Au cours de son pontificat long de onze ans et demi, il crée quinze cardinaux, dont douze au consistoire du 28 mai 1244. Le pontificat d'Innocent IV fut marqué par un développement sans précédent du népotisme pontifical, c'est-à-dire de l'attribution de fonctions et revenus ecclésiastiques à des parents proches ou éloignés du pape, membres de la famille Fieschi et apparentés.

### Lutte contreFrédéricII
L'empereur Frédéric II, avec qui il avait eu de bons rapports, dit à l'occasion de son élection qu'il perdait l'amitié d'un cardinal et gagnait l'inimitié d'un pape. L'empereur commence des négociations pour mettre fin à l'excommunication et au conflit qui durait depuis Grégoire IX. Mais, Innocent IV reprend rapidement la lutte contre l'empereur. Il s'efforce d'empêcher Frédéric II d'aller secourir la Terre sainte qui retombe sous contrôle musulman et tente d'organiser un concile pour le déposer. Enfin, il crée plusieurs antirois en Allemagne, Heinrich Raspe, puis Guillaume de Hollande. Frédéric II, de son côté, condamne la rapacité, le népotisme et la corruption de l'Église.

### L'envoi d'ambassades en Orient, auprès des Mongols
Les Mongols d'Ögödei, le fils de Gengis Khan, s'étaient emparés de Moscou en 1238, puis de Kiev en 1240. Ils envahissent la Pologne et la Hongrie, menacent Vienne, occupent Zagreb.
Afin d'exhorter ceux que l'on appelait à tort les Tartares à renoncer à attaquer la chrétienté et les autres nations, le pape Innocent IV décide en 1245 de prendre contact avec Ögödei, que les Occidentaux appellent alors « grand khan des Tartares », en réalité Khagan (titre d'Empereur chez les Turco-Mongols) de l'Empire mongol.
Dans ce but il rédige deux lettres : les bulles Dei patris inmensa, une exposition de la foi catholique pour le peuple des Tartares datée du 5 mars, et Cum non solum, un proteste contre les attaques des Mongols contre les chrétiens et une proposition de paix datée du 13 mars.
Innocent IV envoie simultanément plusieurs informateurs-ambassadeurs auprès des pouvoirs mongols : Jean de Plan Carpin, André de Longjumeau, Ascelin de Lombardie et Laurent du Portugal.
Le pape leur confie également la lettre Cum simus super du 25 mars 1245, dans laquelle il invite à l'union les Églises séparées d'Orient.
Or, le 24 août 1246, peu de temps après l'arrivée de Jean de Plan Carpin, Güyük succède à Ögödei. C'est une réponse pleine de quiproquos culturels qu'il confie à Plan Carpin et que ce dernier apporte à Innocent IV.

Lettre d'échanges entre les deux souverains
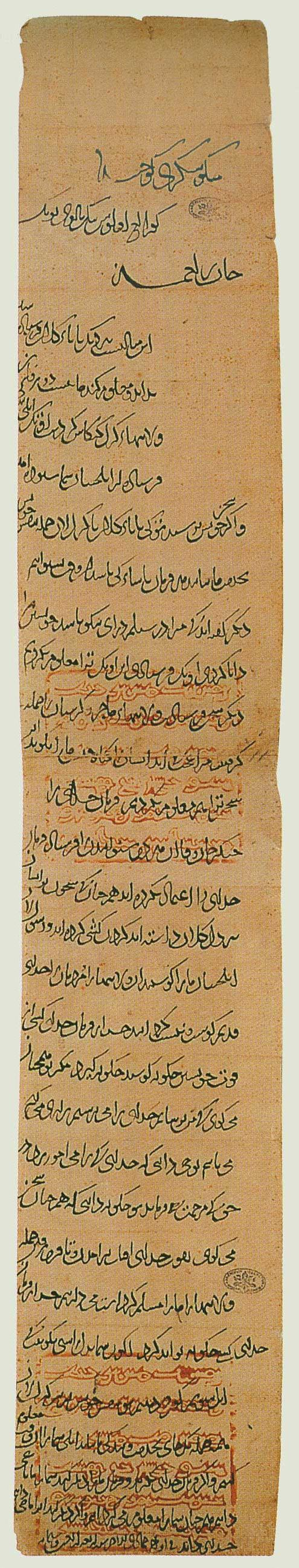
Lettre de Güyük à Innocent IV (persan, cachet en mongol), 1246.

### Le concile de Lyon
Les différends avec l'empereur Frédéric II ne se réglant pas, Innocent se retire à l'été 1244 dans sa ville de Gênes, puis se réfugie à Lyon. Il tient dans cette ville un concile général au cours duquel il promulgue une sentence solennelle de déposition de l'empereur le 17 juillet 1245. L'agitation provoquée par cette action à travers toute l'Europe ne se termine qu'à la mort du Hohenstaufen en 1250. Le pape peut alors revenir à Rome en 1253.

### Relations avecLouisIX

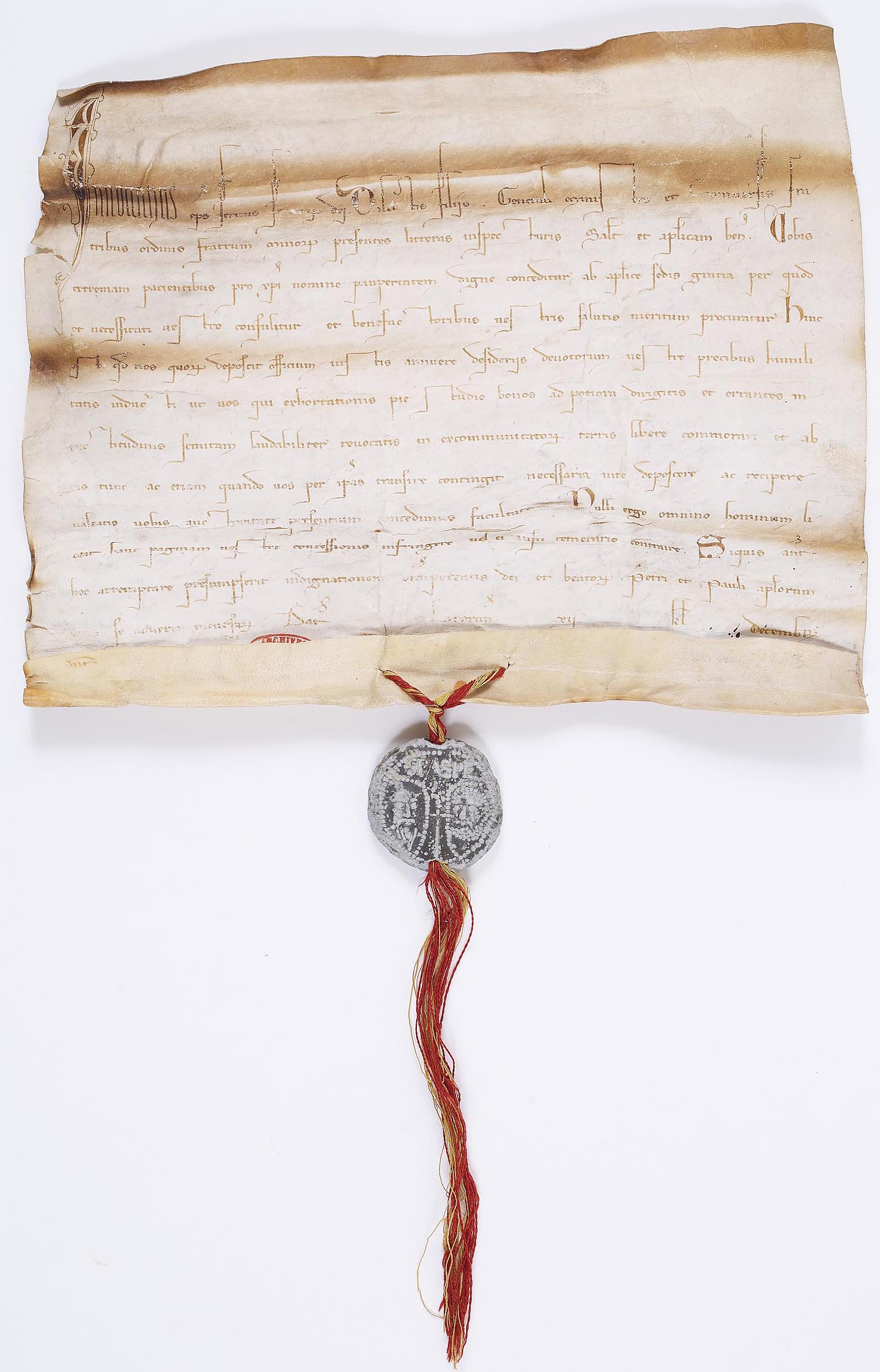
Bulle d'Innocent IV autorisant les frères mineurs à séjourner et exercer leur ministère sur les terres excommuniées, Archives nationales, AE/II/1637.

Au moment même où Innocent IV convoque le concile de Lyon, Louis IX de France décide d'entreprendre une septième croisade. Le pape l'encourage, mais se désintéresse par la suite du cours des événements. Le roi juge alors Innocent IV en déclarant qu'il n'« avait trouvé chez le pape aucun sentiment véritablement chrétien ».
En 1246, il vient en Bourgogne, dans le Nivernais, consacrer l'église de l'abbaye Notre-Dame du Réconfort de Saizy dont la fondatrice est Mathilde de Courtenay, comtesse de Nevers.
« Innocent IV, par ailleurs initiateur d'une véritable politique missionnaire, fut relayé par Louis IX qui avait rencontré à Chypre, à la fin de 1249, des émissaires du khan mongol de Perse ; lesquels lui transmirent des lettres du Grand khan de Karakorum. »
Dans la lettre Impia Judæorum perfidia du 9 mai 1244, Innocent IV exhorte le roi Louis IX à brûler publiquement le Talmud et d'autres livres juifs dans son royaume.

### La fin du pontificat
En 1252, il fait adopter la bulle Ad extirpanda. Celle-ci établit la norme pour les procédures inquisitoriales. Elle présente, entre autres, la torture comme un moyen d'établir la vérité, une mesure qui n'était pas commune auparavant dans les procès contre les hérétiques mais qui, à partir de cette date, sera considérée comme normale pendant plusieurs siècles. La bulle impose néanmoins des limites à l'utilisation de la torture contre les hérétiques par les autorités civiles et ecclésiastiques, en interdisant le recours à toute torture risquant d'entraîner la mort ou la mutilation de l'accusé.
En 1253, il consacre à Assise la basilique Saint-François, complètement édifiée et désormais appelée « Tête et Mère de l'ordre des Frères mineurs ».
La fin de son pontificat est consacrée à la lutte contre Manfred de Hohenstaufen, fils naturel de Frédéric II, qui était soutenu comme successeur légitime du royaume de Sicile par les villes et les nobles. Sur son lit de mort à Naples, le pape entend la nouvelle de la victoire de Manfred à Foggia, et il meurt le 7 décembre 1254. Il est enterré dans la basilique Santa Restituta, puis transféré dans la cathédrale Notre-Dame-de-l'Assomption de Naples où son monument funéraire est érigé en 1318.
Son érudition en droit canonique a laissé un Apparatus in quinque libros decretalium.

## Bulles
(liste non exhaustive)
- 1245 : plusieurs bulles données à Lyon en janvier, à l'abbaye de Saint-Martin d'Autun, dont deux l'exemptant de payer aucune provision, et une troisième autorisant les moines à hériter, sauf de fiefs[8].
- 1245 : déclare que les monastères de l'ordre de Cîteaux ne pourront être visités que par des abbés ou des religieux de l'ordre[9]
- 15 mai 1252 : Ad extirpanda accorde à l'Inquisition le droit de recourir à la torture si cela est nécessaire[10].
- 12 février 1254 : bulle à Guillaume de Paulin, abbé de l'abbaye Saint-Pons de Thomières dans laquelle il enjoint à l'abbé de l'abbaye Saint-Aignan de Saint-Chinian de rendre obéissance à l'abbé de Saint-Pons[11]

Innocent IV, délivre cinq bulles en faveur de l'abbaye Saint-Félix-de-Montceau:
- 1247 : des 26 et 27 juin en cour de Rome, postée à Lyon traite de la réception et ces provisions du monastère[12]
- 1253 : la plus importante, traite des biens de l'abbaye qu'il énumère et prend celle-ci sous sa protection et celle de ses successeurs[13]
- 1253 : à Assise dans laquelle il charge l'abbé de Sainte-Marie de Valmagne de procéder par lui-même à la visite et à la correction du monastère[14]
- 1253 : le 25 mai, bulle adressée à Othon II, abbé de l'Abbaye Sainte-Marie de Fontfroide, allant contre l'aliénation certains biens consentie en faveur de clercs ou de laïques. Toutes les possessions aliénées antérieurement devant revenir au monastère[15]
- 1254 : à Guillaume de la Broue, archevêque de Narbonne, qui devra s'opposer de tout son pouvoir à ce que l'on porte préjudice au couvent dans ses biens[15]